# Ratpenat de cua de beina de Maurici
El ratpenat de cua de beina de Maurici (Taphozous mauritianus) és una espècie de ratpenat de la família dels embal·lonúrids.

## Distribució i hàbitat
El seu hàbitat natural són les sabanes d'Angola, Benín, Botswana, República Centreafricana, el Txad, República del Congo, República Democràtica del Congo, Costa d'Ivori, Guinea Equatorial, Etiòpia, el Gabon, Gàmbia, Ghana, Kenya, Madagascar, Malawi, Maurici, Moçambic, Namíbia, Nigèria, Reunió, Sao Tomé i Príncipe, Senegal, Seychelles, Sierra Leone, Somàlia, Sud-àfrica, el Sudan, Eswatini, Tanzània, Togo, Uganda, Zàmbia i Zimbàbue.